# 도쿄 재너두
도쿄 재너두(東亰ザナドゥ, Tokyo Xanadu)는 니혼 팔콤이 2015년에 개발한 액션 롤플레잉 게임이다. 이 게임은 다른 롤플레잉 게임 프랜차이즈인 영웅전설 및 이스 (시리즈)와는 다른 유형과 설정의 게임을 만들고자 하는 니혼 팔콤의 열망에서 개발되었다. 이 게임은 2015년 9월 플레이스테이션 비타용으로 일본에서 처음 출시되었으며, 2017년 6월에 전 세계에 출시되었다.
게임의 향상된 버전인 도쿄 제너두 eX+(Tokyo Xanadu eX+)는 2016년 9월 플레이스테이션 4용으로 일본에서 출시되었으며, 마이크로소프트 윈도우 버전과 함께 2017년 12월에 전 세계적으로 출시되었다. 닌텐도 스위치용 포트는 2023년 6월 일본에서 출시되었으며 2024년 7월 전 세계에 출시되었다.

## 게임플레이
도쿄 재너두는 아틀러스 (기업)의 페르소나 (시리즈) 시리즈는 물론 팰컴의 이스 (시리즈) 및 궤적 프랜차이즈와 유사한 던전 탐색 기능을 갖춘 파티 기반 실시간 전투가 포함된 액션 롤플레잉 게임이다.

## 평가
| 평가 |                          |
| --- | ------------------------ |
| 통합 점수 통합사 점수 메타크리틱 Vita: 74/100 [ 1 ] PS4: 75/100 [ 2 ] 평론 점수 평론사 점수 패미츠 Vita: 32/40 [ 3 ] PS4: 33/40 [ 4 ] |                          |
| 통합 점수 |                          |
| 통합사 | 점수                     |
| 메타크리틱 | Vita: 74/100 PS4: 75/100 |
| 평론 점수 |                          |
| 평론사 | 점수                     |
| 패미츠 | Vita: 32/40 PS4: 33/40   |